# ロス・インゴベルナブレス
ロス・インゴベルナブレス（Los Ingobernables）は、メキシコのプロレス団体「CMLL」にて活動するプロレスラーのユニット。テクニコ、リンピオ（善玉）、ルード（悪玉）という概念がなく、どちらにも属さないニュートラルな立場のユニットであることが特徴。
ユニット名はスペイン語で「制御不能な奴ら」の意。

## 概要
2009年よりCMLLに所属し、テクニコという立場で活動し続けていたルーシュだが、試合を展開する中で、時折ルードのような振る舞いを観衆に見せつけ、ブーイングを浴びせられることが少なからずあった。2013年半ばに入ると、その傾向はさらに悪化していき、ルーシュは「CMLLで最も嫌われているレスラー」と称されるようになる。
一方、ラ・ソンブラもテクニコとして活動していたが、ライバル関係にあったボラドール・ジュニアがルードからフェイスターンしたことから、ラ・ソンブラにもブーイングが集中し始めるようになった。そして2014年4月25日、ラ・ソンブラはルーシュとそのパートナーラ・マスカラと共にボラドールを襲撃。三人で新たなるユニット「ロス・インデセアブレス（Los Indeseables）」結成して、10月9日にユニット名を「ロス・インゴベルナブレス（Los Ingobernables）」に改称。
胸を２回叩いた後、拳を掲げて仲間と突き合わせるパフォーマンス（ロスインゴポーズ）が特徴で、LIJも使用している。

## 略歴

### 2014年
- 4月25日、ラ・ソンブラ、ルーシュ、ラ・マスカラが「ロス・インデセアブレス（Los Indeseables）」を結成。
- 5月1日、ラ・ソンブラがレイエス・デル・アイレに出場し、優勝を収めた。
- 6月6日、CMLL on Fox Sportsアレナ・メヒコ大会にて、ソンブラが保持するNWA世界ヒストリックミドル級王座とボラドール・ジュニアが保持するNWA世界ヒストリックウェルター級王座のダブルタイトルマッチが行われた。三本勝負で組まれた試合は2-1でラ・ソンブラが勝利した[4]。
- 10月、ユニット名を「ロス・インゴベルナブレス（Los Ingobernables）」を改称。
- 11月14日、マルコ・コルレオーネが加入。

### 2015年
- 5月27日、内藤哲也が加入。
- 6月22日、約1か月の遠征を終えた内藤が帰国。その後も日本で同ユニットの一員として活動し続ける
- 9月18日、CMLL創立記念興行アニベルサリオ82にて、ラ・ソンブラがアトランティスとマスカラ・コントラ・マスカラマッチが行われた。三本勝負で組まれた試合は1-2で敗戦し、マスクを脱いだ[5]。
- 11月19日、ラ・ソンブラがWWEと契約を交わし、CMLLを退団。同時にユニットから離脱した[6]。
- 11月22日、内藤哲也が「ロス・インゴベルナブレス・デ・ハポン」を他メンバーと結成したため、メンバーの了承を得て脱退。

### 2016年
- 2月19日、コルレオーネが追放。
- 3月18日、マキシモ・セクシー vs ルーシュのコントラマッチのルーシュのセコンドにピエローが登場[7][8]。
- 3月25日、アレナ・メヒコ大会にてピエロー、ルーシュ、ラ・マスカラ vs カリスティコ、ブラソ・デ・プラタ、マルコ・コルレオーネの試合前にラ・マスカラから渡されたTシャツに袖を通したピエローが正式に加入。
- 5月13日、ルーシュとラ・マスカラが仲間割れを起こし、ラ・マスカラが追放。
- 6月27日、レイ・エスコルピオンが加入。
- 9月2日、アニベルサリオ83にて、ドラゴン・リー vs ラ・マスカラのマスカラ・コントラ・マスカラ戦が行われ、ラ・マスカラが敗戦しマスクを脱いだ。また、この試合でリーのセコンドに付いていたルーシュが試合後リングに上がり、健闘を讃えてラ・マスカラと和解。ラ・マスカラが再加入を果たした。
- 9月18日、エスコルピオンがIWRGに移籍を表明し、CMLLを退団。同時にユニットから離脱した。
- 11月18日、新日本プロレス後楽園大会にて内藤哲也のパートナーXとしてルーシュが電撃参戦した。

### 2017年
- 3月17日、ピエローがマスカラ・コントラ・マスカラで負け、リングネームをラ・ベスティア・デル・リングに変更。
- 5月19日、ラ・マスカラが不祥事をおこし、5月22日にCMLLから解雇。同時にユニットから離脱した。

### 2018年
- 2月24日、エル・テリブレが加入。

### 2019年
- 9月28日、ルーシュがCMLLから解雇され、ベスティアも息子二人（ルーシュとドラゴン・リー）の後に続くように退団したため、事実上の解散状態となる。
- 10月31日、ルーシュが後継ユニット「ラ・ファクシオン・インゴベルナブレ」を結成する。

### 2021年
- 3月24日、テリブレがニエブラロハ、アンヘル・デ・オロと共に新たなロスインゴとして「ロス・ヌエボス・インゴベルナブレス」を結成。これにより、旧ロスインゴは正式に活動停止となった。

## 活動メンバー
- ラ・ソンブラ（結成 - 2015年11月19日離脱）
- マルコ・コルレオーネ（2014年11月14日 - 2016年2月19日追放）
- 内藤哲也（2015年5月27日 - 2015年11月22日ロス・インゴベルナブレス・デ・ハポン結成）
- レイ・エスコルピオン（2016年6月27日 - 2016年9月18日離脱）
- ラ・マスカラ（結成 - 2016年5月13日追放、2016年9月2日 - 2017年5月22日離脱）
- ルーシュ（結成 - 2019年9月28日離脱）
- ラ・ベスティア・デル・リング（2016年3月25日 - 2019年9月28日離脱）
- エル・テリブレ（2018年2月24日 - 2019年9月28日離脱）

## タイトル歴
ラ・ソンブラ
- NWA世界ヒストリックミドル級王座（第6代）[9][10]
- NWA世界ヒストリックウェルター級王座（第6代）[9]
- レイエス・デル・アイレ優勝（2015年）[11]

ルーシュ
- CMLL世界タッグ王座（第36代）[10][12]

ラ・マスカラ
- CMLL世界タッグ王座（第36代）[10]